# 聖克魯斯德弗洛雷斯區
12°37′10″S 76°38′29″W / 12.6195°S 76.6415°W
聖克魯斯德弗洛雷斯區（西班牙語：Distrito de Santa Cruz de Flores），是秘魯的一個區，位於該國中南部利馬大區的卡涅特省，始建於1922年12月27日，面積100.1平方公里，海拔高度85米，2005年人口2,450，人口密度每平方公里24人。